# Академія Пушкаша (футбольний клуб)
Футбольний клуб «Акаде́мія Пу́шкаша» (угор. Puskás Akadémia Football Club) — угорський футбольний клуб з села Фельчут, який виступає в ОТП Банк Лізі, вищій лізі угорського футболу.
«Академія Пушкаша» провела п'ять сезонів у ОТП Банк Лізі, найвищому дивізіоні в системі футбольних ліг Угорщини, і дійшла до фіналу Кубка Угорщини в сезоні 2017—18.

## Досягнення
Чемпіонат Угорщини
- Срібний призер (2): 2021, 2025
- Бронзовий призер (3): 2020, 2022, 2024

## Відомі футболісти
- Дмитро Льопа
- Ганболдин Ганбаяр